# Таємниці мадам Вонг
«Таємниці мадам Вонг» (рос. «Тайны мадам Вонг») — радянський художній фільм 1986 року.

## Сюжет
Радянський теплохід «Іван Бунін», зафрахтований зарубіжною туристичною фірмою, здійснює черговий рейс в Тихому океані за маршрутом Сідней — Гонконг. У числі пасажирів опиняється голова великого піратського синдикату — невловима мадам Вонг і її підручні.

## У ролях
- Ірина Мірошниченко —  Мадам Вонг
- Олександр Абдулов —  Доул
- Армен Джигарханян —  комісар Томпсон
- Серік Конакбаєв —  Булат  (озвучив  Борис Щербаков)
- Марина Левтова — шантажистка
- Лариса Лужина —  фрау Шульц
- Євген Жариков —  капітан «Івана Буніна»
- Дилором Камбарова —  Тіоті
- Болот Бейшеналієв —  Лу
- Ованес Ванян —  Клаук
- Булат Аюханов —  Пак
- Григорій Дунаєв —  штурман Юра
- Ольга Спіркіна —  Світа
- Альгімантас Масюліс —  Стен  (озвучив  Олександр Бєлявський)
- Наталія Гвоздікова —  бортпровідниця

## Сюжет
- Режисер-постановник — Степан Пучинян
- Сценарист — Станіслав Говорухін
- Оператори-постановники — Ігор Вовнянко, Абільтай Кастєєв, Гасан Тутунов
- Композитор — Андрій Геворгян
- Художник-постановник — Михайло Гараканідзе